# Bernd Späte
Bernd Späte war Regierungsdirektor im Bundesaufsichtsamt für das Versicherungswesen, heute in der Bundesanstalt für Finanzdienstleistungsaufsicht integriert. Er ist Autor des Sachbuchs Haftpflichtversicherung: Kommentar zu den Allgemeinen Versicherungsbedingungen für die Haftpflichtversicherung (AHB), welches bis heute als umfassendes und bekanntes Standardwerk in der Versicherungsbranche gilt.

## Veröffentlichungen
- Die Zulassung ausländischer Versicherungsunternehmen in Deutschland. Berlin 1973 (Dissertation)
- Haftpflichtversicherung. Beck, München 1993. ISBN 3-406-30941-0

| Personendaten    | Personendaten                          |
| ---------------- | -------------------------------------- |
| NAME             | Späte, Bernd                           |
| KURZBESCHREIBUNG | deutscher Regierungsdirektor und Autor |
| GEBURTSDATUM     | 20. Jahrhundert                        |